# Liphistius langkawi
Liphistius langkawi är en spindelart som beskrevs av Norman I. Platnick och Sedgwick 1984. Liphistius langkawi ingår i släktet Liphistius och familjen ledspindlar. Inga underarter finns listade i Catalogue of Life.